# L'agenzia dei bugiardi
L'agenzia dei bugiardi è un film del 2019, diretto da Volfango De Biasi. Il film è un remake del film francese Alibi.com diretto da Philippe Lacheau.

## Trama
Fred, Diego e Paolo gestiscono un'agenzia, la S.O.S. Alibi, il cui scopo è pianificare e organizzare finti alibi per nascondere i tradimenti dei suoi clienti. Le cose però si complicano quando Fred conosce Clio, una ragazza che afferma di odiare in modo assoluto i bugiardi. Lui le nasconde il suo vero lavoro, rischia di ucciderle il cane per ben due volte e nonostante questo decidono di vedersi ma solo per 30 giorni, regola che hanno entrambi per non innamorarsi. Al ventinovesimo giorno si rendono conto di non volersi lasciare e Clio decide di presentare a Fred i propri genitori, Alberto e Irene. Così Fred scopre che Clio è la figlia di Alberto, un suo cliente che gli ha commissionato un alibi per tradire la moglie con una giovane rapper con cui ha finto di essere vedovo, Cinzia. Tra l'altro quando Alberto e la sua amante partono per la breve vacanza, coperti dall'alibi fornito dall'agenzia di Fred, per una sfortunata coincidenza si ritrovano nello stesso albergo della moglie Irene e di Clio, quindi Fred e i suoi collaboratori dovranno mentire a Irene e Clio, che ad un certo punto penserá di essere diventata pazza perché convinta di aver trovato prove sul tradimento del padre con Cinzia. Inoltre mentiranno a Cinzia stessa dicendole che Alberto fa parte dei servizi segreti e che Fred è un agente discografico. Alla fine di tutti questi sforzi per non far scoprire niente del tradimento, Clio trova la base nell'hotel di S.O.S. Alibi e tutte le cartelle riguardanti tutti i clienti con aperti i fascicoli di Cinzia e suo padre, a questo punto manda tutto a Le Iene e lo mostra a Fred che prova a difendersi, ma si arrende subito ammettendo l'errore e scusandosi, Clio scappa via arrabbiata lasciandolo. Una volta a casa Clio parla con Irene del fatto di perdonare Alberto e Fred, la madre le dice che lei perdona in proporzione a quanto ama, scegliendo così di perdonare Alberto. Suona il campanello e Clio apre a Fred, che cerca di farle capire che è pentito e innamorato di lei, ma lei finge di stare con un ragazzo in macchina sul viale di casa, pregandolo di accompagnarla dietro l'angolo. Fred allora studia un brillante piano, mettendo in scena una finta rapina in modo che Clio sia obbligata ad ascoltare Fred che ammette che pur non venendo scoperti il tradimento è la tomba del matrimonio, per questo decide di fondare una nuova agenzia che si occupa di far tornare insieme delle coppie, promettendo a Clio di non dirle mai più una bugia. Nel finale i due tornano insieme.

## Produzione
La pellicola è stata girata tra le città di Roma e Lecce.

## Distribuzione
Il primo trailer del film è stato diffuso il 20 dicembre 2018. Nelle sale cinematografiche italiane è stato distribuito a partire dal 17 gennaio dell'anno successivo.
In Italia ha incassato 1788083 €.